# AUBE
『AUBE』（音：オーブ，即「黎明」）是藍井艾露第2張原創專輯。於2014年1月29日由SME Records唱片公司發行。

## 概要
相隔藍井艾露的原創專輯前作『BLAU』一年後發行此專輯。標題中的「AUBE」源於法語「黎明」之意，結合專輯中的歌曲有著“一天的流逝”的意景，以及「orb」於英語中有著「寶石」的意思。因此該專輯的封面中可意識到「光的漸變」的感覺。

發售類型分為：初回生産限定盤A（SECL-1450/1）・初回生産限定盤B（SECL-1452/3）與 通常盤（SECL-1454）三種。初回生産限定版均包括藍光光盤和DVD，包括專輯中的歌曲「コバルト・スカイ」、「シリウス」、「クロイウタ」、「虹の音」、「KASUMI」、「サンビカ」的 MV。

## 樂曲
專輯第一首歌曲《dawning》則邀請了 Ao(樂團) 與製作人 安田貴広 於所有歌曲完成後製作。在制作過程中，以去掉鼓聲的方式突出「黎明破曉」的氣氛，所以最終在錄製過程中也去掉了相同的聲音。
第五首歌曲《アストラル（星界）》是一首前衛的摇滾樂。據本人介紹，可以在歌詞之中感受到了一種依賴性（循環），歌詞中問的是Cerulean blue，意思是天然藍，還是Prussian blue，意思是人工藍，而循環本身就像遊行於星海的感覺，故此便加入了「星體」的概念。
第六首歌曲《SAILING》是一首較清新而充滿希望的歌曲，並以「大海」為主題。
第九首歌曲《惑星の唄（星球之歌）》是一首關於母性的慢節奏重搖滾歌曲，因為「Planet」具有母性的意思。
第十首歌曲《翼の行方（翼的去向）》是本人在出道前遇到 安田史生 時演唱的，一直以來都渴望著以歌曲的形式發行該曲。
主打歌第13首「KASUMI」是2014年1月於日本電視台的電視節目「Futtonda (フットンダ)」為結尾主題曲，也是同電視台的音樂節目「ミュージックドラゴン 〜音楽龍〜」的PowerPlay。據本人說，這是首「一首與孤獨作戰的歌」；而且據作詞作曲的 新井弘毅 說，歌曲描述一位女性主角。
第十四首歌曲《A New Day》，特意加入了一個「A」來塑造新的「下一個」的形象，其編曲是她本人第一首完全由木吉他和合唱組成的歌曲。

## 收録内容
CD
| 曲序 | 曲目                     | 作詞        | 作曲        | 編曲                                   | 時長 | 備注                                                  |
| ---- | ------------------------ | ----------- | ----------- | -------------------------------------- | ---- | ----------------------------------------------------- |
| 1.   | 《dawning》（黎明）      | ／          | 安田貴広    | 安田貴広                               | 0:59 |                                                       |
| 2.   | 《サンビカ》(讚美歌)     | 安田貴広    | 安田貴広    | 安田貴広                               | 4:49 | 電視動畫『KILL la KILL』插入歌                        |
| 3.   | 《近未来交響曲》         | 新井弘毅    | 新井弘毅    | 新井弘毅                               | 4:30 |                                                       |
| 4.   | 《シリウス》             | meg rock    | 重永亮介    | 重永亮介                               | 4:22 | 第5首單曲，電視動畫『KILL la KILL』主題曲             |
| 5.   | 《アストラル》（星界）   | 黒須克彦    | 黒須克彦    | 黒須克彦                               | 3:44 |                                                       |
| 6.   | 《SAILING》              | コツキミヤ  | 流歌        | 流歌                                   | 4:58 |                                                       |
| 7.   | 《コバルト・スカイ》     | Eir・rino   | Tomo.       | 黒須克彦                               | 4:32 | 第4首單曲，TBS電視台『CDTV』2013年7月主題曲。         |
| 8.   | 《nayuta gride》         | 安田貴広    | 安田貴広    | 安田貴広                               | 4:08 |                                                       |
| 9.   | 《惑星の唄》（星球之歌） | Heart's Cry | Heart's Cry | Heart's Cry                            | 5:13 |                                                       |
| 10.  | 《翼の行方》（翼的去向） | 安田史生    | 安田史生    | 森空青                                 | 4:27 |                                                       |
| 11.  | 《虹の音》               | Eir         | 重永亮介    | 新井弘毅・重永亮介、弦樂編排：下川佳代 | 4:49 | 第6首單曲，電視動畫『刀劍神域 Extra Edition』片尾曲。 |
| 12.  | 《Daydream》             | 大塚利恵    | 津波幸平    | 津波幸平                               | 5:06 |                                                       |
| 13.  | 《KASUMI》               | 新井弘毅    | 新井弘毅    | 新井弘毅                               | 4:40 |                                                       |
| 14.  | 《A New Day》            | Eir         | 安田貴広    | 安田貴広                               | 3:26 |                                                       |

| BD（初回生産限定盤A）・DVD（初回生産限定盤B） | BD（初回生産限定盤A）・DVD（初回生産限定盤B） |
| 曲序                                          | 曲目                                          |
| --------------------------------------------- | --------------------------------------------- |
| 1.                                            | コバルト･スカイ（Music Video）                |
| 2.                                            | シリウス（Music Video）                       |
| 3.                                            | クロイウタ（Music Video）                     |
| 4.                                            | 虹の音（Music Video）                         |
| 5.                                            | KASUMI（Music Video）                         |
| 6.                                            | サンビカ（Music Video -Live ver.-）           |

## 成績
於第一周售出15,000份，在Oricon排行榜上排名第六。 此後，銷量連續 8 週增長，銷量達到 22,000 份。
| AUBE（2014年）             | 最高排行榜 |
| -------------------------- | ---------- |
| oricon                     | 6          |
| Billboard Japan Top Albums | 7          |

## 外部連結
- 日本索尼音樂
  - 初回生産限定盤A （页面存档备份，存于）
  - 初回生産限定盤B （页面存档备份，存于）
  - 通常盤 （页面存档备份，存于）